# Alcis nepalensis
Alcis nepalensis är en fjärilsart som beskrevs av Inoue 1987. Alcis nepalensis ingår i släktet Alcis och familjen mätare. Inga underarter finns listade i Catalogue of Life.